# Flugobst
Als Flugobst werden im Lebensmittel-Fachhandel Früchte bezeichnet, die per Flugzeug (Luftfracht) aus der Anbauregion zum Verbraucher transportiert wurden. Der CO2-Verbrauch ist 25 Mal größer als beim Schiffstransport und wird daher im Hinblick auf den Klimaschutz oft kritisch gesehen. Meist sind es tropische Früchte die aus Übersee stammen.

## Verschiedenes
Der Vorteil der kurzen Transportzeiten durch den Lufttransport ist, dass die Früchte reif geerntet werden können und schnell in den Handel gelangen, während andere exotische Früchte noch unreif geerntet, gekühlt per Schiff transportiert werden und dann im Vertriebsland nachreifen (gegebenenfalls unterstützt durch die Zugabe von Ethen in die Luft des Lagerraums).
Da Flugobst bei den Fliegern „Nebenfracht“ ist, kann das Angebot je nach Kontingent und Saison erheblich variieren.
Für manche Anbauregionen in Entwicklungsländern bietet der Transport per Flugfracht die einzige Möglichkeit, mit den Anbaugebieten in den Industrieländern zu konkurrieren. Aufgrund des saisonalen Vorteils liegen die Herkunftsgebiete für Obst, das auch in den Verbraucherregionen angebaut wird, wie Äpfel, generell in der Südhemisphäre.

## Betroffene Früchte
Als Flugobst werden insbesondere solche Obstsorten transportiert, die relativ schnell verderben oder bei denen durch den schnellen Transport die Qualität deutlich erhöht werden kann. Hierzu zählen insbesondere:
- Litschis
- Ananas (Flugananas)
- Bananen (Babybananen)
- Mango
- Avocado
- Papaya
- Kiwi
- Karambole (Sternfrucht)
- Pithaya
- aus Übersee stammende Erdbeeren, Himbeeren, Äpfel, Birnen usw.

Flugobst besitzt nur einen geringen Marktanteil und wurde wegen seines höheren Preises zumeist nur im Feinkosthandel angeboten, ist mittlerweile jedoch in gut sortierten Supermärkten, bis hin zu Discountern, zu finden. 

## Energieaufwand
Der Energieaufwand für Flugobst, auch erkennbar im höheren Preis für den Flugtransport, wird in Zeiten globaler Erwärmung durch menschengemachten Klimawandel kritisch gesehen. Das Institut für Energie- und Umweltforschung Heidelberg (ifeu) hat dazu 2020 einige Berechnungen angestellt. So werden 15,1 kg CO2 pro kg Flugananas durch den Flug gegenüber dem Seeweg zusätzlich produziert. Eine 600 g schwere Ananas erhöht ihren CO2-Fußabdruck also etwa um den Faktor 25. Aber auch der Seeweg sollte in Bezug auf die Klimaerwärmung vermieden werden, soweit regionale Angebote bestehen: Für Äpfel aus Neuseeland fand das ifeu eine Emission von 800 g CO2 pro kg Äpfel per Seeweg gegenüber 400 g für regional angebaute Äpfel, die bis zum Verzehr im April gekühlt gelagert wurden.

## Umfang
Im Jahr 2021 entfielen in der Schweiz 9,2 Prozent aller per Flugzeug importierten Güter oder 7357 Tonnen auf Obst und Gemüse.

## Deklaration
Im Einzelhandel gibt es bisher noch keine Pflicht, Flugobst und Fluggemüse als solches zu deklarieren.